# Worst Band In The World
"Worst Band In The World" er en sang skrevet af gruppen 10cc. 

## Medvirkende
- Lol Creme: vokal, guitar
- Eric Stewart: vokal, guitar
- Graham Gouldman: vokal, bas
- Kevin Godley: vokal, trommer

| Musik | Spire Denne musikartikel er en spire som bør udbygges. Du er velkommen til at hjælpe Wikipedia ved at udvide den. |